# Miho Fukuhara
Miho Fukuhara (in giapponese 福原 美穂; Sapporo, 19 giugno 1987) è una cantante giapponese.

## Carriera
Nel 2006 ha esordito con il singolo The Roots e quindi con un mini-album intitolato Step Out. Nel 2008 ha firmato per la Sony Music e quindi ha diffuso il singolo Change, primo suo brano di successo.
Ha fatto seguito un altro brano dal titolo Love (Winter Song).
Il suo primo album Rainbow è uscito nel gennaio 2009.
Tra il 2010 ed il 2011 ha pubblicato due EP poi confluiti in un disco.
Nel 2013 è diventata membro del gruppo Sweetbox.

## Discografia

### Album studio
- 2009 - Rainbow
- 2010 - Music Is My Life
- 2012 - The Best of Soul Extreme

### EP
- 2006 - The Roots
- 2006 - Step Out
- 2010 - Regrets of Love
- 2011 - The Soul Extreme EP
- 2011 - The Soul Extreme EP II

### Raccolte
- 2014 - A Gift for You